# Stere Adamache
Stere Adamache (* 17. August 1941 in Galați; † 9. Juli 1978) war ein rumänischer Fußballspieler. Er stand in 253 Spielen der höchsten rumänischen Fußballliga, der Divizia A, im Tor und nahm an der Fußball-Weltmeisterschaft 1970 teil.

## Karriere
Stere Adamache begann seine Karriere in seiner Heimatstadt Galați in der zweithöchsten rumänischen Fußballliga, der Divizia B, bei Dinamo Galați. Als Jugend-Nationalspieler wechselte er im Jahr 1962 zum neu gegründeten Verein Viitorul Bukarest, der mit dem Kader der Jugend-Nationalmannschaft in der Divizia A starten durfte. Als diese Mannschaft bereits in der Winterpause 1962/63 aufgelöst wurde, wechselte Adamache zum Ligakonkurrenten Steagul roșu Brașov. In Brașov wurde er danach in lediglich gut der Hälfte der Spiele eingesetzt. Nachdem der Verein sich zunächst in der oberen Tabellenhälfte bewegt und einige Male am Messepokal teilgenommen hatte, stieg er 1968 in die Divizia B ab.
Brașov schaffte den sofortigen Wiederaufstieg und Adamache wurde in dieser Saison zum unumstrittenen Stammtorwart. Dies führte dazu, dass er 1970 von Nationaltrainer Angelo Niculescu sogar in die Nationalmannschaft berufen wurde. Nach einigen starken Jahren zu Beginn der 1970er-Jahre wurde er fortwährend weniger eingesetzt. Nach dem erneuten Abstieg in die Divizia B im Jahr 1975 beendete er im Jahr 1977 seine Karriere.

## Nationalmannschaft
Adamache bestritt insgesamt 7 Spiele für die rumänische Fußballnationalmannschaft. Sein Debüt gab er im Alter von 28 Jahren am 28. April 1970 gegen Frankreich. Während der Fußball-Weltmeisterschaft 1970 in Mexiko zog Nationaltrainer Angelo Niculescu ihn überraschend dem bisherigen Torwart Necula Răducanu vor, der lediglich im dritten Spiel für Adamache eingewechselt wurde. Nach der WM erhielt Răducanu seinen Stammplatz zurück.

## Erfolge
- WM-Teilnehmer: 1970
- Achtelfinale im Messepokal: 1966

## Tod
Adamache ertrank in der Donau in Österreich.